# Котин, Владимир Георгиевич
Владимир Георгиевич Котин (род. 28 марта 1962 года, Москва, СССР) — советский фигурист, выступавший в одиночном разряде. Чемпион СССР, четырёхкратный серебряный призёр чемпионатов Европы и вице-чемпион мира среди юниоров 1978 года. В настоящее время — тренер.

## Карьера
Начал кататься в 5 лет. Вначале выступал за «Спартак» (Ленинград), в 1980-е представлял «Динамо» (Москва). Первый успех пришёл в 1978, когда он выиграл IV Зимнюю Спартакиаду народов СССР в Свердловске в разряде юниоров и стал 2-м на чемпионате мира среди юниоров. В 1979 занял третье место на чемпионате СССР. В 1980 был вторым, однако в сборную страны попал со следующего сезона, на первом своем чемпионате Европы в 1981 занял 6-е место.
Громкий успех пришёл на чемпионате Европы в 1983, где Котин не только выполнил сложнейшую по тем временам произвольную программу с 7 тройными прыжками (в том числе тройной лутц, тройной флип и каскад двойной аксель — ойлер — тройной сальхов, занял в этом виде 3-е место), но и откатал с вдохновением, обостренно эмоционально, утвердив свой артистичный стиль катания (под финальную «Тарантеллу» зал аплодировал в восторге, но судьи оценили выступление очень скромно, однако выделился чемпион мира Ален Кальма, поставивший 5,8 за артистизм). Столь удачно артистические способности Котина были раскрыты благодаря успешному творчеству с тренером и балетмейстером Е. А. Чайковской (его тренер с конца 1970-х), продолжающемуся по сей день. С этого времени Котин стал и «королём» показательных выступлений, создавая на льду небольшие спектакли (наиболее запомнившиеся выступления под муз. М.Джексона и шуточный номер с американкой Д.Томас). Традиционно тяготел к короткой и произвольной программам, уступая в обязательных фигурах. В 1985 стал чемпионом СССР. Особое достижение Котина — четыре серебряные медали чемпионатов Европы в 1985-88 (причем в 1985 он выиграл произвольную программу, но в итоге уступил Й.Сабовчику из-за фигур).
На чемпионате мира 1986 Котин — третий в короткой и произвольной программе (с оценками до 5,9), однако лишь 9-е место в фигурах не позволило получить медаль. Для более высоких результатов на чемпионатах мира Котину не хватало прыжка тройной аксель, которым владели все лидеры. Четырежды выигрывал турнир на призы газеты «Московские новости» (1981, 1983, 1984, 1986).
Перейдя в профессионалы, Владимир участвовал в турнирах Champions on Ice и др. Выступал в «Театре ледовых миниатюр» И. А. Бобрина.
Состоял в КПСС.

## Тренерская деятельность
С 1998 стал помогать Е. А. Чайковской в работе с М.Бутырской, Юлией Солдатовой, Людмилой Нелидиной, затем — с Сергеем Давыдовым и др. Огромного успеха тренерский тандем Чайковская — Котин добился в 1999, когда на чемпионате мира Бутырская стала чемпионкой, а Солдатова заняла третье место. Л.Нелидина стала третьей женщиной в истории фигурного катания, исполнившей прыжок тройной аксель.

## Личная жизнь
В 2006 году Котин женился на помощнице президента корпорации «Эконика» Светлане Дьячковой.

## Спортивные достижения
| Соревнования/Год         | 1978 | 1979 | 1980 | 1981 | 1982 | 1983 | 1984 | 1985 | 1986 | 1987 | 1988 |
| Зимние Олимпийские игры  |      |      |      |      |      |      | 8    |      |      |      | 6    |
| Чемпионаты мира          |      |      |      | 9    | 11   | 9    | 8    | 5    | 4    | 4    |      |
| Чемпионаты Европы        |      |      |      | 6    | 7    | 5    | 6    | 2    | 2    | 2    | 2    |
| Чемпионаты СССР          |      | 3    | 2    | 3    | 2    | 7    | -    | 1    |      |      | 3    |
| Чемпионаты мира (юниоры) | 2    |      |      |      |      |      |      |      |      |      |      |